# Klipp-Klapp-Galopp
Klipp-Klapp-Galopp (Galop du tic tac) est une polka rapide de Johann Strauss II (op. 466). L'œuvre est créée le 10 février 1896 à la salle Sofienbad de Vienne sous la direction de son frère Eduard.

## Histoire
La polka est composée sur la base de motifs de l'opérette Waldmeister. L'œuvre rejoint ainsi une série de compositions (opus numéros 463, 464, 465, 467 et 468) qui reprennent toutes des thèmes de cette opérette. La polka rapide est basée sur une scène d'opérette dès le début de l'œuvre scénique. Là, les acteurs fuient la tempête et se réfugient dans un moulin. Dans cette scène de moulin, Strauss utilise un thème qu'il a déjà esquissé dans sa jeunesse en relation avec ce lieu. Ce sujet devient désormais le thème principal de cette polka. La première a lieu le 10 février 1896 dans le cadre du bal carnavalesque de l'association des journalistes de Concordia . L'œuvre, encore jouée aujourd'hui, devient ensuite  partie intégrante du répertoire de l'orchestre Strauss.

## Durée
Le temps de lecture sur le CD répertorié en référence est de 2 minutes et 19 secondes. Cette durée peut varier quelque peu selon l'interprétation musicale du chef d'orchestre.

## Interprétations notables
La pièce est jouée lors de concerts du nouvel an à Vienne : en 1993, sous la direction de Riccardo Mutti ; 2005, sous la direction de Lorin Maazel ; 2014, sous la direction de Daniel Barenboïm.